# 中央区立豊海小学校
中央区立豊海小学校（ちゅうおうくりつとよみしょうがっこう）は、東京都中央区豊海町にある公立小学校。

## 概要
- 本校は、月島地区の児童増に対応するため、月島第二小学校の一部学区を分離して開校した。なお、中央区内では1935年（昭和10年）に月島第三小学校が開校して以来、45年ぶりの新校となる[1]。

## 沿革
- 1980年（昭和55年）4月1日 - 勝どき6丁目6番2号に開校[2]。開校時点の児童数は447名。
- 2016年（平成28年）
  - 2月 - 豊海町3番1号（現在地）に新校舎竣工[3]。
  - 2月27日 - （旧）校舎お別れ会開催[4]。
  - 8月22日 - 現在地に移転。
  - 9月1日（第2学期） - 新校舎での授業開始。
- 2023年（令和5年）1月 - 生活科・総合的な学習の時間 研究奨励校となる[5]。

## 教育目標
- ◯よく考える子ども
- ○思いやりのある子ども
- ○心も体もじょうぶな子ども

## 通学区域と進学先中学校
出典

### 通学区域
- 勝どき5丁目
- 勝どき6丁目
- 豊海町

小学校の児童数と教員数
| 年度     | 児童総数 | 1年生 | 2年生 | 3年生 | 4年生 | 5年生 | 6年生 | 教員数 | 職員数 |
| -------- | -------- | ----- | ----- | ----- | ----- | ----- | ----- | ------ | ------ |
| 令和元年 | 795人    | 123人 | 153人 | 150人 | 142人 | 125人 | 102人 | 37人   | 7人    |
| 令和2年  | 854人    | 167人 | 120人 | 149人 | 152人 | 140人 | 126人 | 40人   | 6人    |
| 令和3年  | 874人    | 150人 | 166人 | 116人 | 152人 | 152人 | 138人 | 40人   | 5人    |
| 令和4年  | 905人    | 175人 | 146人 | 167人 | 116人 | 150人 | 151人 | 40人   | 5人    |
| 令和5年  | 869人    | 135人 | 168人 | 144人 | 161人 | 112人 | 149人 | 44人   | 5人    |

### 進学先中学校
公立中学校に進学する場合
- 中央区立晴海中学校（2024年3月まで）
- 中央区立晴海西中学校（2024年4月から[8]）

## アクセス
- 中央区コミュニティバス（江戸バス）南ルートで、
  - 「豊海町」バス停下車後、徒歩約145m・約数分。
  - 「新島橋南」バス停下車後、徒歩約340m・約5～6分。
- 都営バス「都04」・「門33」・「直行02」（豊海水産埠頭発の片方向運行）の各系統で、「豊海区民館入口」バス停下車後、
  - 豊海水産埠頭発のりばから、徒歩約165m・約数分。
  - 豊海水産埠頭行のりばから、徒歩約170m・約数分。

## 学校周辺
- 中央区立豊海幼稚園 - 同一建物内で、かつ進学前幼稚園。
- 中央区立豊海区民館 - 敷地が隣接。
- 中央区立豊海運動公園
  - 釣りができるエリアがある水辺の公園 - 敷地が隣接。
  - デイキャンプ場
- 中央区立豊海テニス場 - 敷地が隣接。
- 東卸豊海住宅
- 朝潮運河
- 中央区立豊海児童公園
- 都営勝どき6丁目アパート
- ファミリーマート豊海町店
- 警視庁月島警察署（勝どき庁舎）
- 清澄通り（中央区道）
- 豊海水産埠頭
- なお、東卸豊海住宅や都営勝どき6丁目アパート以外のマンション・アパートも点在するほか、豊海水産埠頭が近い関係で、水産関係の企業や物流倉庫なども点在する。